# Samantha Eggarová
Samantha Eggarová (nepřechýleně Samantha Eggar, rodným jménem Victoria Louise Samantha Marie Elizabeth Therese Eggarová; * 5. března 1939 Londýn) je britská filmová, televizní i divadelní herečka.

## Život
Pochází z katolické rodiny (z matčiny strany má portugalské a nizozemské předky), byla vychovávána v klášteře ve Wokingu, vystudovala módní návrhářství a pak herectví na Webber Douglas Academy of Dramatic Art. V Divadle Royal Court hrála v Shakespearových a Čechovových hrách pod vedením režiséra Tonyho Richardsona a v roce 1962 ji režisér Robert Lynn obsadil do svého historického filmu Dr. Crippen. Za hlavní roli ve filmu Sběratel, který v roce 1965 natočil William Wyler podle stejnojmenného románu Johna Fowlese, získala cenu pro nejlepší herečku na canneském festivalu a Zlatý glóbus za nejlepší ženský herecký výkon v dramatu. Výrazné role ztvárnila také v amerických komediích Pan doktor a jeho zvířátka a Sherlock Holmes ve Vídni a horroru Davida Cronenberga Mláďata. V roce 1972 hrála hlavní postavu v televizním seriálu stanice CBS Anna a král, objevila se také v seriálech Columbo, To je vražda, napsala, Starsky & Hutch a Star Trek: Nová generace. Žije v Los Angeles, je rozvedená, má syna Nicolase, který je filmovým producentem, a dceru Jennu, herečku.

## Filmografie (výběr)
- 1962 Dr. Crippen
- 1962 The Wild and the Willing
- 1963 Doktor v nesnázích
- 1964 Psyche '59
- 1965 Return from the Ashes
- 1965 Sběratel
- 1967 Pan doktor a jeho zvířátka
- 1970 Molly Maguires
- 1970 Opři se o mě
- 1971 The Light at the Edge of the World
- 1972 L'etrusco uccide ancora
- 1973 A Name for Evil
- 1976 Sherlock Holmes ve Vídni
- 1977 Proč střílet učitele
- 1977 Welcome to Blood City
- 1978 Poslední útok
- 1979 Mláďata
- 1980 Exterminátor
- 1981 Démon
- 1991 Aligátor
- 1992 Černý kůň
- 1996 Fantom
- 1997 Herkules
- 1999 Astronautova žena